# Tausend-Zeichen-Klassiker

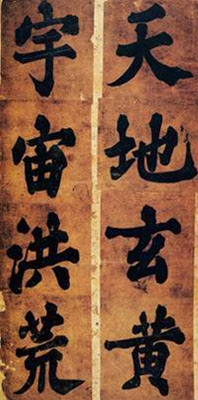
Die ersten beiden Zeilen aus dem „Tausend-Zeichen-Klassiker“, einer Kalligraphie des koreanischen Kalligraphen Han Ho:
♦天：Himmel
♦地：Erde
♦玄: schwarz
♦黄: gelb
♦宇宙: Weltall
♦洪: weit 荒：öd

Der Tausend-Zeichen-Klassiker (chinesisch 千字文, Pinyin Qiānzìwén, Jyutping cin1zi6man4; jap.: senjimon) war ein Buch für die Elementarerziehung im alten China. Der Originaltitel des Werkes war Ciyun Wang Xizhi Shu Qianzi – 《次韻王羲之書千字》 / 《次韵王羲之书千字》 (zu deutsch: "In Reimform gesetzte tausend Zeichen von Wang Xizhi").
Der Text besteht aus genau eintausend Schriftzeichen in Form eines Gedichts, die auf 250 Versen zu je 4 Zeichen entfallen. Jedes Schriftzeichen taucht dabei genau ein Mal auf. Der Text beginnt mit den berühmten Worten Tian Di Xuan Huang (天地玄黃 / 天地玄黄) und endet mit Yan Zai Hu Ye (焉哉乎也). Als Muster wurde die Kalligrafie Wang Xizhis (王羲之) genommen, des berühmtesten Kalligrafen Chinas. Kompiliert wurde das Werk von Zhou Xingsi (周興嗣 / 周兴嗣), der von 470 bis 521 lebte.

## Geschichte
Der Text wurde von Zhou Xingsi (周興嗣 / 周兴嗣) im Auftrag von Kaiser Wu (梁武帝), geschrieben. Der Kaiser soll Aufzeichnungen zufolge um das Jahr 510 einen Text aus den tausend Schriftzeichen der Kalligrafie Wang Xizhis gewünscht haben, in dem jedes der dort vorkommenden Zeichen genau einmal vorkommt und welcher sich reimt.

„Der Kaiser gab Zhou Xingsi eintausend von Wang Xizhi geschriebene Schriftzeichen und beauftragte ihn, daraus einen gereimten Text zu verfassen. Zhou Xingsi reichte den Text ein, der Kaiser war sehr zufrieden und ließ ihm Gold und Seidenstoffe überreichen.“

Zur Verbreitung des Tausend-Zeichen-Klassikers außerhalb des Kaiserhofes trug erstmals der buddhistische Mönch Zhiyong (智永), ein Nachfahre des oben erwähnten Kalligrafen Wang Xizhi, bei. So soll er innerhalb von dreißig Jahren achthundert Abschriften verfasst haben, welche er in den Tempeln Südchinas verteilte.

„Zhiyong ging ins Kloster zum Ewigen Glück in Wuxing, wo er sich niederließ und sich über Jahre hinweg dem Studium der Kalligrafie hingab. Zehn Bottiche voller abgewetzter Pinsel waren dort, jeder Bottich hätte einige hundert Liter fassen können. Leute, die ihn seiner Kalligrafie wegen aufsuchten und um eine Widmung baten, drängten sich um ihn wie auf dem Markt.“

In der Tang-Zeit (618–907) war der Text bereits als Lehrfibel weit verbreitet. So wurde in den 1900 gefundenen Mogao-Grotten 32 Abschriften entdeckt. Er war im 11. Jahrhundert n. Chr. so verbreitet, dass während der Song-Zeit sogar die Abfolge der Nummerierung der Schriftzeichen im damaligen daoistischen Kanon mit dem ersten Zeichen 天 – „Himmel“ begann und mit dem 400. Zeichen 宫 – „Palast“ endete.
Die ersten europäischen Missionare in China erarbeiteten sich im 16. Jahrhundert ihre Sprachkenntnisse unter anderem mithilfe dieses Textes.
Heute ist der Tausend-Zeichen-Klassiker in Taiwan Pflichtlektüre und in China gehört der Text zum Allgemeinwissen, jedoch kommt er im schulischen Alltag nicht immer in seiner vollen Tiefe zum Zuge. So schrieb der Philosoph Hu Shi 胡適 (1891–1962) in sein Tagebuch:

„Die Aussage ‘Himmel und Erde, tiefdunkel und gelb; Zeitraum und Weltraum, flutend und brach’ kenne ich nun ab meinem fünften Lebensjahr, doch noch heute, da ich schon zehn Jahre an der Universität unterrichte, ist mir nicht wirklich klar geworden, was diese acht Schriftzeichen eigentlich aussagen. Das nennt man ‘abtötende Lektüre’.“

## Text
Der Text, dargestellt in Langzeichen aber heutiger zeilenweiser Schreibrichtung, lautet:
天地玄黃、宇宙洪荒。日月盈昃、辰宿列張。寒來暑往、秋收冬藏。閏餘成歲、律呂調陽。

雲騰致雨、露結為霜。金生麗水、玉出崑岡。劍號巨闕、珠稱夜光。果珍李柰、菜重芥薑。

海鹹河淡、鱗潛羽翔。龍師火帝、鳥官人皇。始制文字、乃服衣裳。推位讓國、有虞陶唐。

弔民伐罪、周發殷湯。坐朝問道、垂拱平章。愛育黎首、臣伏戎羌。遐邇壹體、率賓歸王。

鳴鳳在樹、白駒食場。化被草木、賴及萬方。蓋此身髮、四大五常。恭惟鞠養、豈敢毀傷。

女慕貞絜、男效才良。知過必改、得能莫忘。罔談彼短、靡恃己長。信使可覆、器欲難量。

墨悲絲染、詩贊羔羊。景行維賢、克念作聖。德建名立、形端表正。空谷傳聲、虛堂習聽。

禍因惡積、福緣善慶。尺璧非寶、寸陰是競。資父事君、曰嚴與敬。孝當竭力、忠則盡命。

臨深履薄、夙興溫凊。似蘭斯馨、如松之盛。川流不息、淵澄取映。容止若思、言辭安定。

篤初誠美、慎終宜令。榮業所基、籍甚無竟。學優登仕、攝職從政。存以甘棠、去而益詠。

樂殊貴賤、禮別尊卑。上和下睦、夫唱婦隨。外受傅訓、入奉母儀。諸姑伯叔、猶子比兒。

孔懷兄弟、同氣連枝。交友投分、切磨箴規。仁慈隱惻、造次弗離。節義廉退、顛沛匪虧。

性靜情逸、心動神疲。守真志滿、逐物意移。堅持雅操、好爵自縻。都邑華夏、東西二京。

背邙面洛、浮渭據涇。宮殿盤鬱、樓觀飛驚。圖寫禽獸、畫彩仙靈。丙舍傍啟、甲帳對楹。

肆筵設席、鼓瑟吹笙。升階納陛、弁轉疑星。右通廣內、左達承明。既集墳典、亦聚群英。

杜稿鐘隸、漆書壁經。府羅將相、路俠槐卿。戶封八縣、家給千兵。高冠陪輦、驅轂振纓。

世祿侈富、車駕肥輕。策功茂實、勒碑刻銘。磻溪伊尹、佐時阿衡。奄宅曲阜、微旦孰營。

桓公匡合、濟弱扶傾。綺迴漢惠、説感武丁。俊乂密勿、多士寔寧。晉楚更霸、趙魏困橫。

假途滅虢、踐土會盟。何遵約法、韓弊煩刑。起翦頗牧、用軍最精。宣威沙漠、馳譽丹青。

九州禹跡、百郡秦并。嶽宗恆岱、禪主云亭。雁門紫塞、雞田赤城。昆池碣石、鉅野洞庭。

曠遠綿邈、岩岫杳冥。治本於農、務茲稼穡。俶載南畝、我藝黍稷。税熟貢新、勸賞黜陟。

孟軻敦素、史魚秉直。庶幾中庸、勞謙謹敕。聆音察理、鑒貌辨色。貽厥嘉猷、勉其祗植。

省躬譏誡、寵增抗極。殆辱近恥、林皋幸即。兩疏見機、解組誰逼。索居閑處、沉默寂寥。

求古尋論、散慮逍遙。欣奏累遣、慼謝歡招。渠荷的歷、園莽抽條。枇杷晚翠、梧桐早凋。

陳根委翳、落葉飄颻。游鵾獨運、凌摩絳霄。耽讀玩市、寓目囊箱。易輶攸畏、屬耳垣牆。

具膳餐飯、適口充腸。飽飫烹宰、饑厭糟糠。親戚故舊、老少異糧。妾御績紡、侍巾帷房。

紈扇圓潔、銀燭煒煌。晝眠夕寐、藍筍象床。弦歌酒宴、接杯舉觴。矯手頓足、悦豫且康。

嫡後嗣續、祭祀烝嘗。稽顙再拜、悚懼恐惶。箋牒簡要、顧答審詳。骸垢想浴、執熱願涼。

驢騾犢特、駭躍超驤。誅斬賊盜、捕獲叛亡。布射僚丸、嵇琴阮嘯。恬筆倫紙、鈞巧任釣。

釋紛利俗、並皆佳妙。毛施淑姿、工顰妍笑。年矢每催、曦暉朗曜。璇璣懸斡、晦魄環照。

指薪修祜、永綏吉劭。矩步引領、俯仰廊廟。束帶矜莊、徘徊瞻眺。孤陋寡聞、愚蒙等誚。

謂語助者、焉哉乎也。

## Übersetzung
- Eva Lüdi Kong (Übersetzerin), Zhou Xingsi: Der 1000-Zeichen-Klassiker. Reclam, 2018; ISBN 978-3-15-950525-1.